# Неллиган, Эмиль

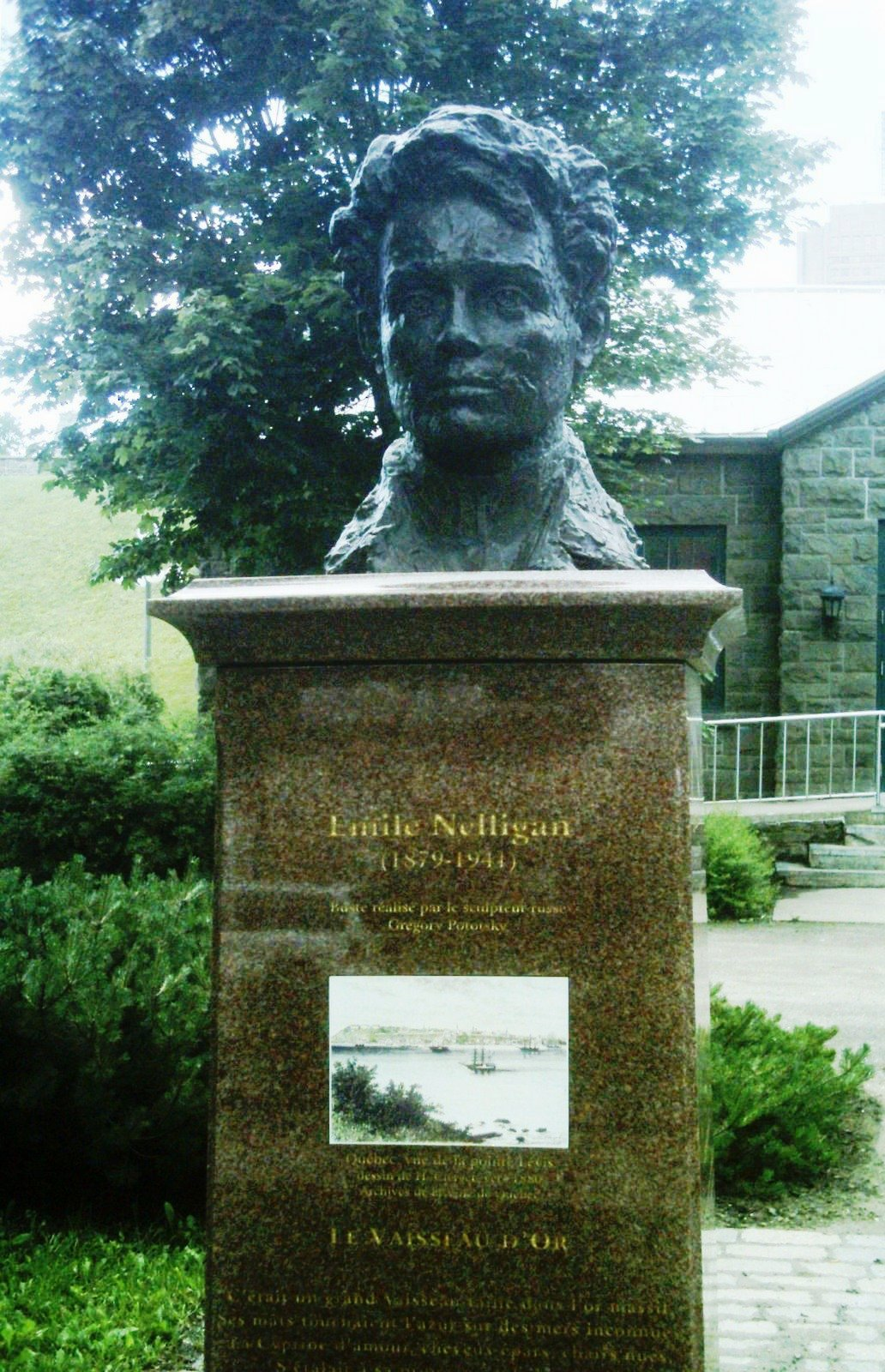
Памятник Эмилю Неллигану в Квебеке. В нескольких метрах от него находится бюст Пушкина

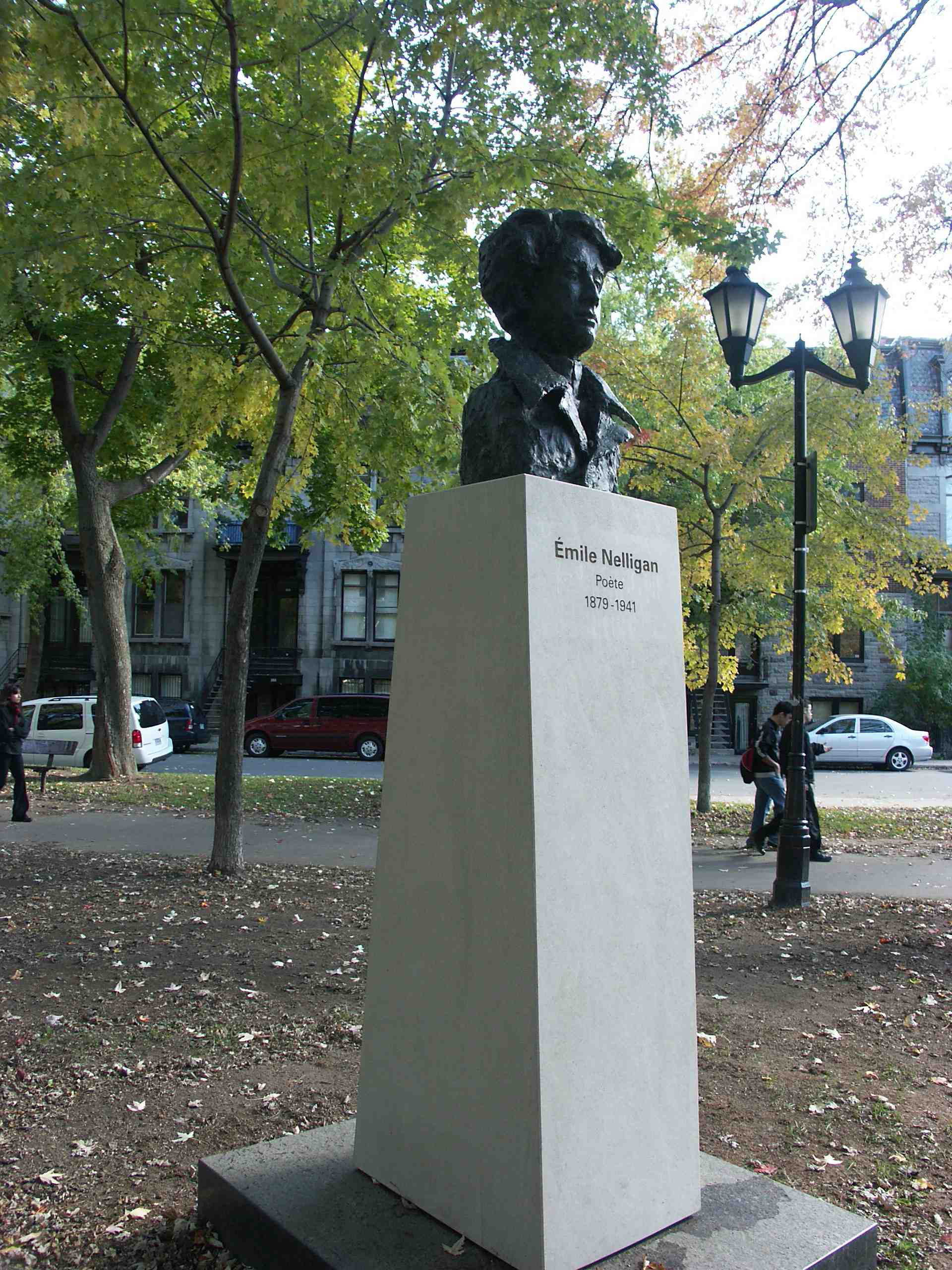
Бюст Эмиля Неллигана в Монреале

Фото памятника франкоканадского поэта Эмиля Неллигана в садике Института культуры в С.-Петербурге (Россия)

Эмиль Неллига́н (фр. Émile Nelligan, 24 декабря 1879, Монреаль — 18 ноября 1941, там же) — канадский поэт, писал на французском языке.

## Биография
Отец — ирландец, почтовый служащий, мать — из франкоязычного Квебека, пианистка. Отец не одобрял литературных склонностей сына, принуждал его и сестёр говорить дома только по-английски. Эмиль, рано созревший как поэт (в этом отношении его часто сравнивали с Артюром Рембо, с которым усматривали и портретное сходство), глубоко пережил лирику французских символистов, воспринятую через них поэзию и судьбу Эдгара По. Первые стихи опубликовал в возрасте 16 лет. В 1899 году пережил психический срыв, так и не закончив задуманную им большую поэму, черновики которой постоянно уничтожал его отец. Был помещен в психиатрическую клинику, 23 октября 1925 года переведён в больницу Saint-Jean-de-Dieu, в которой его посещали многочисленные почитатели. Скончался 18 ноября 1941 года после операции на простате в санатории Bourget. Через три дня был похоронен на кладбище Нотр-Дам-де-Неж.

## Творчество и признание
В 1904 году вышел сборник из 107 его стихотворений. Но широкую известность их автор, причисленный к проклятым поэтам, начал приобретать уже после смерти, когда его стихи были переведены на несколько европейских языков и стали рассматриваться как символический исток новейшей франкоязычной поэзии Канады. О нём написано несколько биографических романов. Многие его стихи положены на музыку канадскими композиторами. Одна из самых известных песен на стихи Неллигана — «Зимний вечер» («Soir d’hiver», музыка Клода Левейе). В 1975 году квебекская певица Моник Лейрак представила в Монреале концертную программу «Моник Лейрак поет песни на стихи Неллигана» («Monique Leyrac chante Nelligan», музыка Андре Ганьона и Клода Левейе).
В феврале 1990 года в Монреале состоялась премьера мюзикла «Неллиган» о жизни и творчестве поэта (музыка Андре Ганьона, либретто Мишеля Трамбле, постановка Андре Брассара, в ролях Ив Сутьер, Мишель Комо, Луиза Форестье, Рене Клод и др.). В 1991 году канадские кинематографисты сняли о поэте художественный фильм «Неллиган» (фр. Nelligan). В 2005 году в Монреале была поставлена новая (сокращённая) версия этого мюзикла при участии Симфонического оркестра Монреаля п/у Жака Лакомба, роли на этот раз исполняли Даниэль Лавуа, Доминик Коте, Ришар Сегэн и др. Живописную фантазию по мотивам Неллигана создал Жан-Поль Риопель.
В 2003 году памятник Неллигану был установлен в Санкт-Петербурге. Бюст выполнен из бронзы, постамент — из тёмно-коричневого полированного гранита. Высота бюста — 57 см, высота постамента — 168 см. Бюст является подарком канадского города Квебек к 300-летию своего города-побратима Санкт-Петербурга.

## Публикации на русском языке
- Стихи в переводах Романа Дубровкина
- Стихи в переводе Алины Иохвидовой
- 19 стихотворений Неллигана в переводе М. Яснова, Р. Дубровкина и Т. Могилевской опубликованы в первой русскоязычной антологии квебекской поэзии: Поэты Квебека / Сост. М. Д. Яснов. — СПб.: Наука, 2011. — С. 131—149.